# Boita-do-natal
Boita-do-natal ou fuinha-de-natal (Cisticola natalensis) é uma ave passeriforme da família Cisticolidae, encontrada em vários países da África. Tal espécie de ave mede cerca de 15 cm de comprimento e possui partes superiores marrons com estrias negras.